# Jimmy Eat World (album)
Jimmy Eat World è il primo eponimo album in studio del gruppo musicale punk rock statunitense Jimmy Eat World, pubblicato nel 1994.

## Tracce
1. Chachi – 2:57
2. Patches – 3:34
3. Amphibious – 1:42
4. Splat Out of Luck – 2:19
5. House Arrest – 2:26
6. Usery – 3:18
7. Wednesday – 2:10
8. Crooked – 4:07
9. Reason 346 – 4:24
10. Scientific – 7:01
11. Cars – 3:39

## Formazione
- Jim Adkins - chitarra, voce
- Zach Lind - batteria
- Tom Linton - chitarra, voce
- Mitch Porter - basso, cori